# Helene Meyer-Jenni
Helene Meyer-Jenni (* 15. Mai 1962, heimatberechtigt in Kriens) ist eine Schweizer Politikerin (SP). Sie ist seit 2015 Luzerner Kantonsrätin, 2019 wurde sie wiedergewählt.

## Biografie
Helene Meyer-Jenni ist in einer grossen Bauernfamilie aufgewachsen. Ihre Eltern pachteten Höfe in Hirzel und in Horw. Ihr Grossvater väterlicherseits bewirtschaftete das Lehn ob Kriens und war liberalerer Grossrat.
Helene Meyer-Jenni besuchte die Sekundarschule in Horw. 1981 bildete sie sich in der Klinik St. Anna in Luzern zur diplomierten Krankenschwester aus. In derselben Klinik arbeitete sie drei Jahre später auf dem gelernten Beruf. 1993 absolvierte Meyer-Jenni eine Ausbildung zur individualpsychologischen Beraterin am Alfred-Adler-Institut in Zürich. Es folgten verschiedene Weiterbildungen, etwa im Finanzmanagement, der Unternehmensentwicklung oder im Projektmanagement.
2015 übernahm Meyer-Jenni zudem die Geschäftsleitung der KinderSpitex Zentralschweiz und das Präsidium der Spitex Kriens.
Helene Meyer-Jenni ist seit 1985 mit Peter Meyer verheiratet. Sie ist Mutter von erwachsenen Zwillingen, Simone und Lukas.

## Politik
Meyer-Jenni war von 1995 bis 1997 im Vorstand der SP Kriens. Ein Jahr später wurde sie Einwohnerrätin. Dieses Amt hatte sie bis 2000 inne. Danach amtete sie als Gemeinderätin im Departement Umwelt und Sicherheit. 2004 wechselte sie ins Bildungsdepartement. Gleichzeitig wurde sie Gemeindepräsidentin von Kriens.
Seit 2015 ist Helene Meyer-Jenni im Luzerner Kantonsrat. Dort ist sie Mitglied in der Kommission Erziehung, Bildung und Kultur (EBKK).